# Miroslav Kapoun (politik ČSSD)
Miroslav Kapoun (3. srpna 1945 – 26. listopadu 2017) byl český politik, v letech 1996 až 2006 poslanec Poslanecké sněmovny PČR za ČSSD, krátce i předseda Odborového sdružení železničářů a předseda správní rady Českých drah, v letech 2012 až 2016 zastupitel Olomouckého kraje.

## Biografie
V letech 1994–1995 ho za svého pověřeného předsedu jmenovalo Odborové sdružení železničářů. Ve volbách v roce 1996 byl zvolen do poslanecké sněmovny za ČSSD (volební obvod Severomoravský kraj). Mandát obhájil ve volbách v roce 1998 a volbách v roce 2002. Zasedal v hospodářském výboru sněmovny (v letech 2000-2002 jako jeho místopředseda) pro veřejnou správu, regionální rozvoj a životní prostředí, v letech 1998–2006 jako jeho místopředseda a na jaře 2006 krátce jako jeho předseda. V období let 2003–2005 byl místopředsedou poslaneckého klubu ČSSD.
V 90. letech byl dlouho členem a od roku 2000 i předsedou správní rady Českých drah. V roce 2001 na funkci ve správní radě po doporučení ÚV ČSSD rezignoval.
V komunálních volbách roku 1994, komunálních volbách roku 1998 a komunálních volbách roku 2006 neúspěšně kandidoval do zastupitelstva města Kojetín za ČSSD. Profesně se k roku 2006 uvádí jako OSVČ.
V krajských volbách roku 2012 byl zvolen za ČSSD do Zastupitelstva Olomouckého kraje. Ve volbách v roce 2016 svůj mandát krajského zastupitele neobhajoval.